# Dahlgrenius plurifasciatus
Dahlgrenius plurifasciatus är en skalbaggsart som beskrevs av Vienna och Kanaar 1996. Dahlgrenius plurifasciatus ingår i släktet Dahlgrenius och familjen stumpbaggar. Inga underarter finns listade i Catalogue of Life.